# Dupo
Dupo is een plaats (village) in de Amerikaanse staat Illinois, en valt bestuurlijk gezien onder St. Clair County.

## Demografie
Bij de volkstelling in 2000 werd het aantal inwoners vastgesteld op 3933. In 2006 is het aantal inwoners door het United States Census Bureau geschat op 4030, een stijging van 97 (2,5%).

## Geografie
Volgens het United States Census Bureau beslaat de plaats een oppervlakte van 11,5 km², geheel bestaande uit land.

## Plaatsen in de nabije omgeving
De onderstaande figuur toont nabijgelegen plaatsen in een straal van 12 km rond Dupo.